# Casa Pandolfini
La Casa Pandolfini è un edificio storico del centro di Firenze, situato via de' Pandolfini 28 e via de' Giraldi 9-11.

## Storia e descrizione

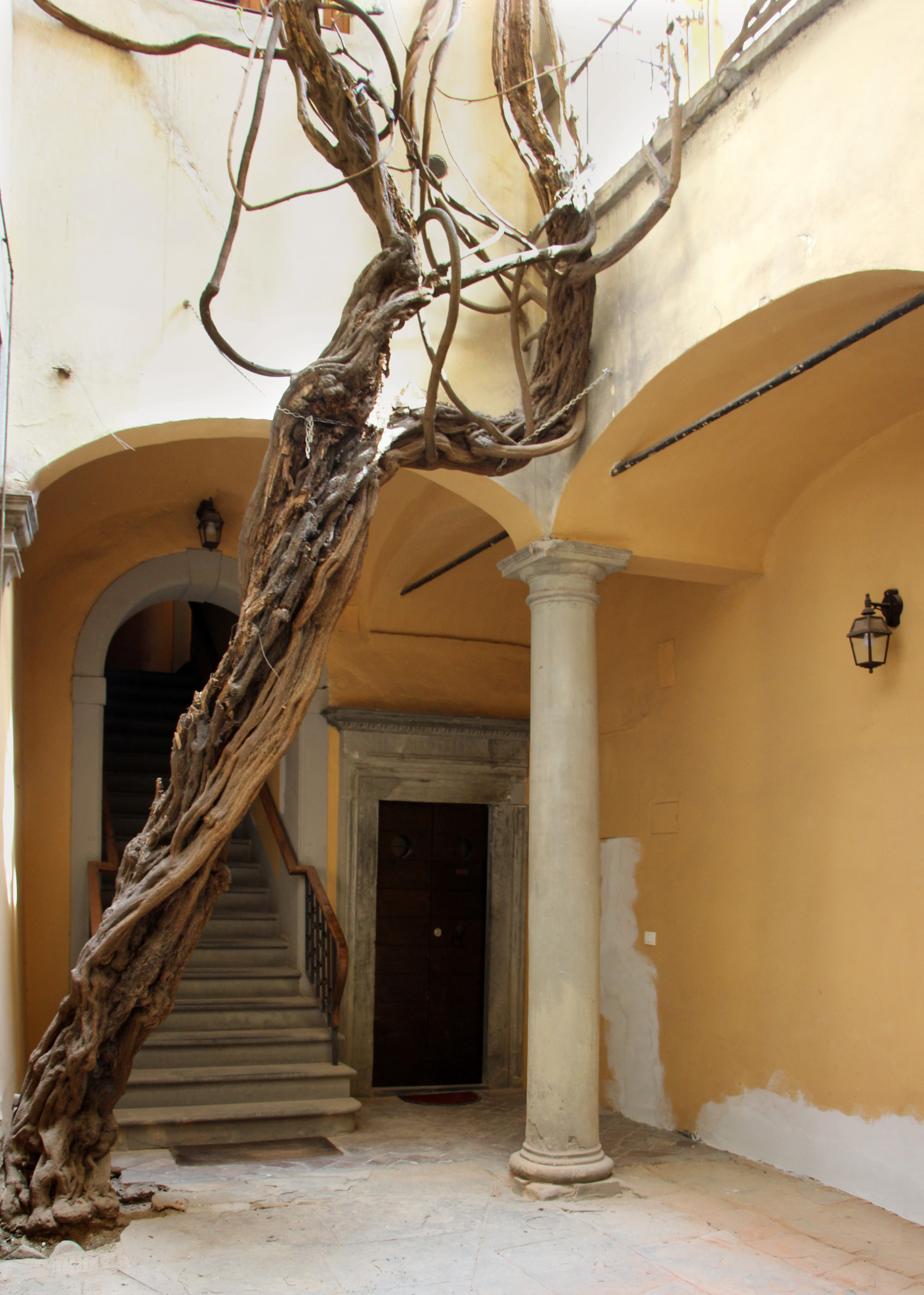
La corte

L'edificio mostra le proprie origini trecentesche nelle varie porzioni a filaretto in pietra messe a vista nel corso dell'ultimo restauro, e comunque dovette avere una prima configurazione significativa solo in pieno Quattrocento, periodo al quale risalgono alcune architravi con i nomi di membri della famiglia Pandolfini che appunto ne avevano la proprietà. 
Trasformato in parte nel Cinquecento e quindi nel Settecento (periodo al quale dovrebbe risalire la piccola loggia interna) ha comunque un carattere inusitato (per quanto gradevole) che lo rendono più simile a una residenza di campagna che non di città, vuoi per le dimensioni contenute di tutti gli elementi, vuoi per l'articolato gioco di volumi attorno alla piccola corte, vuoi per la pianta di glicine che periodicamente la invade, anche sugli esterni. 
L'edificio ospita da lungo tempo studi di avvocati e notai, quasi a mantenere alta una tradizione inaugurata dai Pandolfini, che appunto a tali professioni nel Quattrocento si erano vocati. Nella corte si legge una lapide del 1955 dedicata a Guido Donati:
| QVI LA CASA E LO STVDIO DELL'ON. AVV. GVIDO DONATI GIVRECONSVLTO SOMMO CHE ONORÒ LA PROFESSIONE E FIRENZE NEL XXV ANNIVERSARIO 1955 |

Nella porta sul cortile si legge iscritto il nome di Giannozzo Pandolfini, vescovo di Troia («IAÑOTIVS PANDVLPHS TROYAN EPS»), e in quella al piano superiore, nel corrodio-terrazzo che costeggia il cortile, quello di Filippo Pandolfini.
Su via dei Girladi un restauro novecentesco ha riportato in luce vari elementi dell'edificio tre/quattrocentesco (con molte integrazioni in malta di cemento).

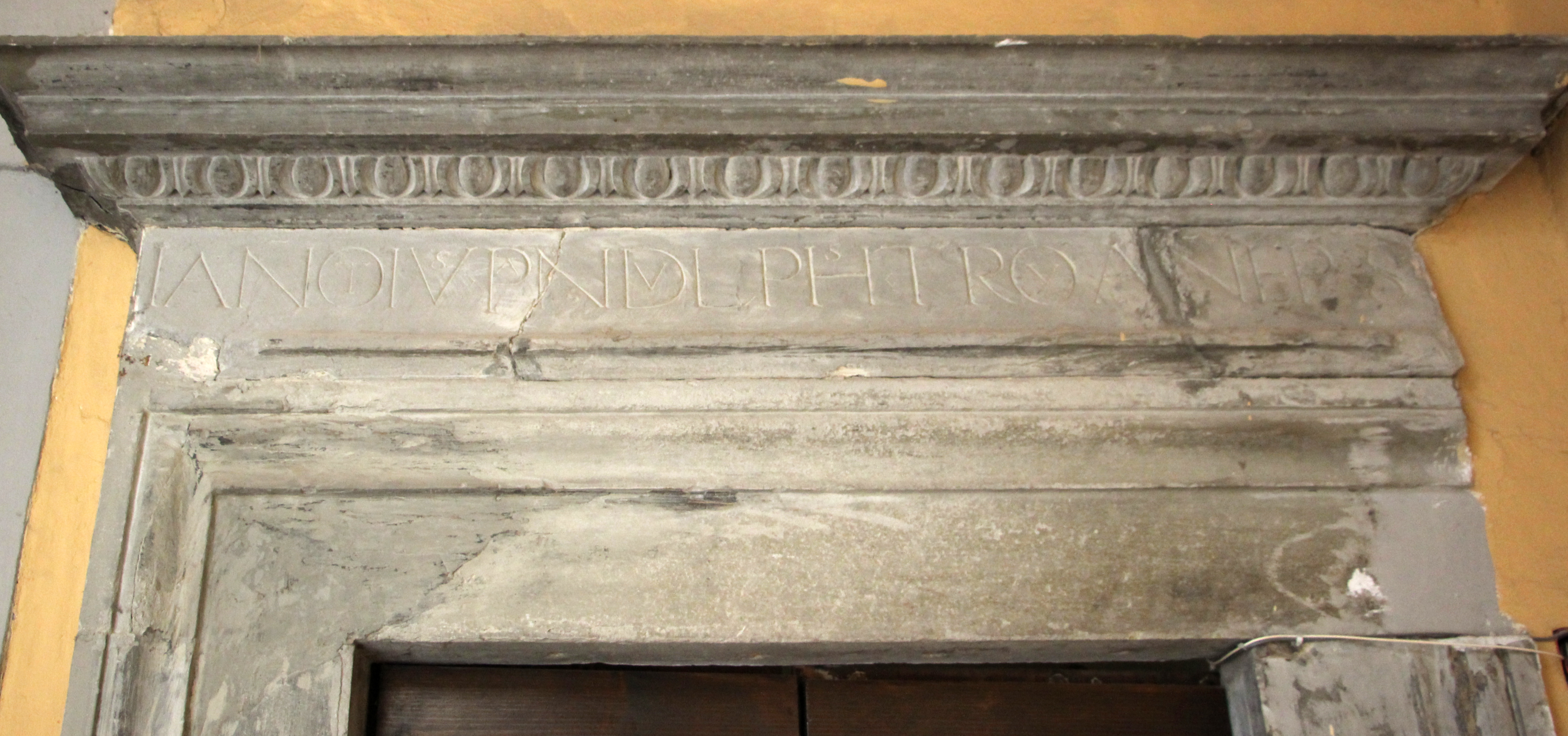
Portale con nome di Giannozzo Pandolfini iscritto
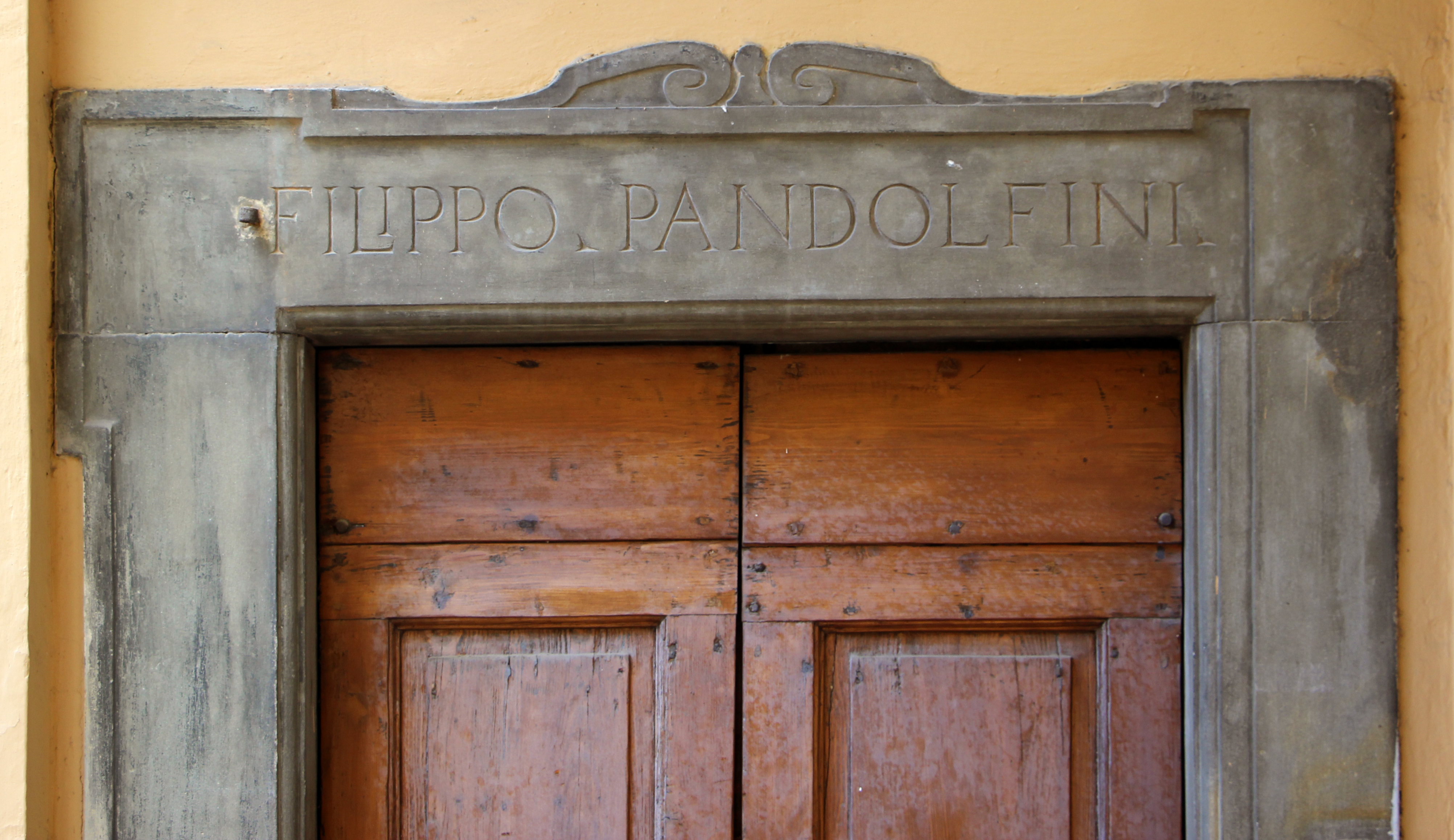
Portale con nome di Filippo Pandolfini iscritto